# Rosanne Cash
 (mai 2025).
Rosanne Cash (née le 24 mai 1955 à Memphis (Tennessee)) est une auteure-compositrice-interprète américaine de musique country. Elle est la fille aînée de Johnny Cash et de sa première femme, Vivian Liberto, et a été mariée à Rodney Crowell. En 1985, elle a remporté un Grammy Award pour I Dont' Know Why You Don't Want Me.

## Discographie
- 1978 : Rosanne Cash
- 1979 : Right or Wrong
- 1981 : Seven Year Ache
- 1982 : Somewhere in the Stars
- 1985 : Rhythm & Romance
- 1987 : King's Record Shop
- 1990 : Interiors
- 1993 : The Wheel
- 1996 : 10 Song Demo
- 2003 : Rules of Travel
- 2006 : Black Cadillac
- 2009 : The List
- 2014 : The River & The Thread